# Pleuridium papillosum
Pleuridium papillosum là một loài rêu trong họ Ditrichaceae. Loài này được Magill mô tả khoa học đầu tiên năm 1981.